# Pseudomys johnsoni
Pseudomys johnsoni is een knaagdier uit het geslacht Pseudomys dat voorkomt in Australië. Zijn verspreidingsgebied beslaat de Davenport- en Murchison-gebergtes in het noordoosten van het Noordelijk Territorium. Daar leeft hij in rotsachtige, met gras bedekte gebieden. Het dier leeft in complexe holsystemen met grote, opgegraven stenen bij de uitgang, die later wordt gesloten.
De rug is geel- tot roodbruin met wat zwarte haren, de onderkant wit, met een scherpe scheiding. De staart is van boven bruin en van onder wit. De kop-romplengte bedraagt 61 tot 74 mm, de staartlengte 76 tot 95 mm, de achtervoetlengte 17 tot 18,5 mm, de oorlengte 12 tot 13 mm en het gewicht 9 tot 17 gram. Vrouwtjes hebben 0+2=4 spenen.